# メリル・スウェイン
メリル・スウェイン（Merrill Swain）は、トロント大学オンタリオ教育研究所の名誉教授（第二言語教育論）である。彼女はアウトプット仮説の提唱者として知られている。これは第二言語習得理論の一つであり、学習者は言語情報の入力処理（input processing）のみでは完全な文法的能力を獲得することはできず、話し言葉を出力（output、アウトプット）することが欠かせない、という説である。スウェインはまた、マイケル・カネール（Michael Canale）と共同して取り組んだコミュニケーション能力（communicative competence）に関する業績でも知られている。スウェインは、1998年にアメリカ応用言語学協会の会長を務めた。彼女はカリフォルニア大学で博士号を取得している。